# Liste der denkmalgeschützten Objekte in Sankt Georgen am Längsee
Die Liste der denkmalgeschützten Objekte in Sankt Georgen am Längsee enthält die 24 denkmalgeschützten, unbeweglichen Objekte der Gemeinde Sankt Georgen am Längsee.

## Denkmäler
| Foto |                 | Denkmal | Standort                                                          | Beschreibung | Metadaten |
| ---- | --------------- | --- | ----------------------------------------------------------------- | --- | --- |
| ja   | Datei hochladen | Pfarrhof HERIS-ID: 54794 Objekt-ID: 63194                                                                              | Sankt Peter 1 Standort KG: Goggerwenig                            | | BDA-Hist.: Q38062442 Status: § 2a Stand der BDA-Liste: 2025-06-30 Name: Pfarrhof GstNr.: .67 Pfarrhof Sankt Peter, Sankt Georgen am Längsee                                                                            |
| ja   | Datei hochladen | Kath. Pfarrkirche St. Peter und Friedhof HERIS-ID: 54795 Objekt-ID: 63195                                              | Sankt Peter 4 Standort KG: Goggerwenig                            | Die romanische Chorturmkirche, mit spätgotischem Gewölbe und Chorschluss, wurde im 19. Jahrhundert erweitert. Christophorusfresko an der Außenwand. Der Hochaltar stammt aus dem 17. Jahrhundert, die beiden Seitenaltäre aus der Werkstatt Johann Pachers aus dem 18. Jahrhundert. | BDA-Hist.: Q2083148 Status: § 2a Stand der BDA-Liste: 2025-06-30 Name: Kath. Pfarrkirche St. Peter und Friedhof GstNr.: .68 Pfarrkirche Sankt Peter bei Taggenbrunn                                                    |
| ja   | Datei hochladen | Kath. Filialkirche St. Michael und Friedhof HERIS-ID: 53867 Objekt-ID: 61932                                           | Gösseling 4 Standort KG: Gösseling                                | In der von außen eher unscheinbaren spätgotischen Kirche (erbaut 1. Hälfte 16. Jahrhundert) befinden sich ein barocker Hauptaltar, Seitenaltäre, und bemerkenswertes barockes Kirchengestühl. | BDA-Hist.: Q1412849 Status: § 2a Stand der BDA-Liste: 2025-06-30 Name: Kath. Filialkirche St. Michael und Friedhof GstNr.: .1 Filialkirche hl. Michael in Gösseling, St. Georgen am Längsee                            |
| ja   | Datei hochladen | Kath. Pfarrkirche Mariae Himmelfahrt (St. Maria) und Friedhof HERIS-ID: 35798 Objekt-ID: 34604                         | Launsdorf 1 Standort KG: Launsdorf                                | Das Langhaus der im Kern spätromanischen Chorturmkirche mit gotischen Zubauten wurde 1983 verlängert. Wandmalereien aus dem 14. Jahrhundert im Turmjoch; spätgotische Figuren am Hauptaltar. | BDA-Hist.: Q1669252 Status: § 2a Stand der BDA-Liste: 2025-06-30 Name: Kath. Pfarrkirche Mariae Himmelfahrt (St. Maria) und Friedhof GstNr.: .102 Mariä Himmelfahrt (Launsdorf)                                        |
| ja   | Datei hochladen | Maultaschhügel HERIS-ID: 35797 Objekt-ID: 34603                                                                        | Maultasch Standort KG: Launsdorf                                  | Das Maultasch-Kreuz am Maultaschhügel (wohl ein Hügelgrab unbekannten Alters) ist eine insgesamt 3,4 Meter hohe steinerne Bildsäule mit den Reliefdarstellungen der Geburt, Kreuzigung und Auferstehung Christi sowie der Darstellung Gottvaters. | BDA-Hist.: Q37967193 Status: Bescheid Stand der BDA-Liste: 2025-06-30 Name: Maultaschhügel GstNr.: 1451 Maultaschhügel                                                                                                 |
| ja   | Datei hochladen | Ökonomie Rottenstein HERIS-ID: 45663 Objekt-ID: 47068                                                                  | Rottenstein 1, 1a, 2, 11, 12 Standort KG: Launsdorf               | Der um 1880 errichtete Meierhof ist ein bemerkenswertes spätklassizistisches landwirtschaftliches Mustergut. | BDA-Hist.: Q64765087 Status: Bescheid Stand der BDA-Liste: 2025-06-30 Name: Ökonomie Rottenstein GstNr.: 810/2 Meierhof Rottenstein                                                                                    |
| ja   | Datei hochladen | Bildstock Ternitzer-Kreuz HERIS-ID: 90828 Objekt-ID: 105534                                                            | Unterbruckendorf Standort KG: Launsdorf                           | Das Ternitzer-Kreuz steht am Schnittpunkt von römerzeitlichen Straßen. Es ist ein Pfeilerbildstock des 16. Jahrhunderts über einem zweifach gestuften Sockel mit achteckigem Schaft. Die Rechtecksnischen sind mit Malereien versehen. Die Bekrönung bilden ein Pyramidenhelm und ein Metallkreuz. | BDA-Hist.: Q37750024 Status: § 2a Stand der BDA-Liste: 2025-06-30 Name: Bildstock Ternitzkreuz GstNr.: 2197/3 Ternitzerkreuz                                                                                           |
| ja   | Datei hochladen | Burg Hochosterwitz HERIS-ID: 35954 Objekt-ID: 34797                                                                    | Hochosterwitz 1 Standort KG: Osterwitz                            | Die Burg gilt als Wahrzeichen Kärntens und als eine der imposantesten Burgen Österreichs. Eine Besonderheit sind die 14 Torbauten am Burgfelsen. Hochburg mit Burgmuseum. Kirche mit Familiengruft der Khevenhüllers. | BDA-Hist.: Q679248 Status: Bescheid Stand der BDA-Liste: 2025-06-30 Name: Burg Hochosterwitz GstNr.: .22, .23, 150, 151, 152, 154, 156, 157, 158, 159, 160 Burg Hochosterwitz                                          |
| ja   | Datei hochladen | Römische Stadt auf dem Magdalensberg HERIS-ID: 16321 Objekt-ID: 12579seit 2012                                         | Magdalensberg Standort KG: Osterwitz                              | Unweit des Gipfels des Magdalensberges erstreckt sich das Fundgebiet einer zur Blütezeit im 1. Jahrhundert etwa 3 km² großen norischen Stadt bis auf den Rand der Gemeinde St. Georgen am Längsee. Anmerkung: Der Großteil des Fundgebiets und alle zu besichtigenden Ausgrabungsstätten liegen in der Gemeinde Magdalensberg. | BDA-Hist.: Q37812689 Status: Bescheid Stand der BDA-Liste: 2025-06-30 Name: Römische Stadt auf dem Magdalensberg GstNr.: 561/2, 561/6, 711, 757, 758, 1794, 1795 Stadt auf dem Magdalensberg (St. Georgen am Längsee)  |
| ja   | Datei hochladen | Meierhof HERIS-ID: 14600 Objekt-ID: 10838                                                                              | Hochosterwitz 2 Standort KG: Osterwitz                            | Der Meierhof mit gemauertem Erd- und hölzernem Obergeschoß wurde 1559 errichtet. | BDA-Hist.: Q37762075 Status: Bescheid Stand der BDA-Liste: 2025-06-30 Name: Meierhof GstNr.: .29 Meierhof Hochosterwitz                                                                                                |
| ja   | Datei hochladen | Schloss Niederosterwitz HERIS-ID: 35957 Objekt-ID: 34801                                                               | Niederosterwitz 1 Standort KG: Osterwitz                          | Das Anwesen wurde im 17. Jahrhundert zu einem schlichten Schloss ausgebaut. Sechseckige Schlosskapelle mit Säulenvorbau. | BDA-Hist.: Q2242689 Status: Bescheid Stand der BDA-Liste: 2025-06-30 Name: Schloss Niederosterwitz GstNr.: .55 Schloss Niederosterwitz                                                                                 |
| ja   | Datei hochladen | Kath. Filialkirche hl. Martin und Friedhof HERIS-ID: 54740 Objekt-ID: 63126                                            | Sankt Martin 1 Standort KG: Osterwitz                             | Die Kirche ist ein im Kern romanischer, später mehrmals veränderter Bau mit mächtigem steinplattlgedecktem spätgotischen Turm. In der Vorlaube Holz-Kassettendecke aus dem 16. Jahrhundert (ursprünglich im Langhaus angebracht). Hölzerne Empore. Barocke Einrichtung: Drei Schnitzaltäre, Kanzel. | BDA-Hist.: Q1295134 Status: § 2a Stand der BDA-Liste: 2025-06-30 Name: Kath. Filialkirche hl. Martin und Friedhof GstNr.: .172 Filialkirche St. Martin, Launsdorf                                                      |
| ja   | Datei hochladen | Kath. Filialkirche hl. Sebastian und Friedhof HERIS-ID: 54813 Objekt-ID: 63222                                         | Sankt Sebastian 15 Standort KG: Osterwitz                         | Die Kirche ist ein stattlicher spätgotischer Saalbau mit Steinplattldach. Kreuzrippenunterwölbte Westempore. Reich gegliederter barocker Hochaltar. | BDA-Hist.: Q1413248 Status: § 2a Stand der BDA-Liste: 2025-06-30 Name: Kath. Pfarrkirche hl. Sebastian und Friedhof GstNr.: .138 Filialkirche hl. Sebastian, Launsdorf                                                 |
| ja   | Datei hochladen | Gartenbaudenkmäler, Tiergarten HERIS-ID: 59970 Objekt-ID: 71696                                                        | Hochosterwitz Standort KG: Osterwitz                              | Neben dem Burghügel Hochosterwitz sind vom ehemaligen Tiergarten eine rechteckige Umfassungsmauer aus dem 16. Jahrhundert und in deren Mitte ein Türmchen erhalten. | BDA-Hist.: Q38089383 Status: Bescheid Stand der BDA-Liste: 2025-06-30 Name: Gartenbaudenkmäler, Tiergarten GstNr.: .30, 180 Tiergarten Hochosterwitz                                                                   |
| ja   | Datei hochladen | Gut Grub, Wuchererschlössl HERIS-ID: 35445 Objekt-ID: 34204                                                            | Drasendorf, Auf der Peint'n 1 Standort KG: St. Georgen am Längsee | Dreigeschoßiger Wohnturm aus dem 15. Jahrhundert, und zweigeschoßiges Wohn- und Wirtschaftsgebäude aus dem 16. Jahrhundert mit sgraffitoumrahmtem Tor. | BDA-Hist.: Q15114011 Status: Bescheid Stand der BDA-Liste: 2025-06-30 Name: Gut Grub, Wuchererschlössl GstNr.: .26 Wuchererschlössl                                                                                    |
| ja   | Datei hochladen | Kath. Filialkirche hl. Jakob und Friedhof HERIS-ID: 90845 Objekt-ID: 105551                                            | Dr. F. Haydn-Straße 1 Standort KG: St. Georgen am Längsee         | Der im Kern gotische Bau wurde Ende des 17. und Mitte des 19. Jahrhunderts erneuert. Die Kirche besteht aus einem östlichen Dachreiter, einem einschiffigen Langhaus mit Flachdecke und einem eingezogenen Chor mit Fünfachtelschluss. Um 1854 wurde die Fassade mit neugotischen Stuckaturen versehen. An der Nordwestecke ist ein römerzeitlicher Grabaltar für T. Clufennius Demetrius und Masculinia Verina eingemauert, der seitlich ein Relief mit Lebensbaummotiv aufweist. | BDA-Hist.: Q37750173 Status: § 2a Stand der BDA-Liste: 2025-06-30 Name: Kath. Filialkirche hl. Jakob und Friedhof GstNr.: .48, 407/2 Filialkirche hl. Jakob, Sankt Georgen am Längsee                                  |
| ja   | Datei hochladen | Anlage Schloss Rottenstein HERIS-ID: 90739 Objekt-ID: 105444                                                           | Rottenstein 4, 5, 6, 9 Standort KG: St. Georgen am Längsee        | Das Schloss ist ein einheitliches historistisches Ensemble, errichtet im letzten Drittel des 19. Jahrhunderts: Schloss in englischem Park, mit Kapelle, Gruftkapelle, Badehaus, Veranda. | BDA-Hist.: Q1337623 Status: Bescheid Stand der BDA-Liste: 2025-06-30 Name: Anlage Schloss Rottenstein GstNr.: .31/1, .31/2, .32/1, .32/2, .33/1, .33/2, .33/3, 375 Schlossanlage Rottenstein, Sankt Georgen am Längsee |
| ja   | Datei hochladen | Pfarrhof HERIS-ID: 54662 Objekt-ID: 63026                                                                              | Schloßallee 1 Standort KG: St. Georgen am Längsee                 | Das Pfarrhaus ist ein zweigeschoßiger Bau aus der ersten Hälfte des 18. Jahrhunderts. Das im Pfarrhaus befindliche Steinrelief vom Anfang des 13. Jahrhunderts gehörte ursprünglich zur Grablege der Klostergründer. An der Vorderseite sind die Hand Gottes und die Köpfe der Gräfin Wichpurch, des Grafen Ottwin und deren Tochter, der ersten Abtissin, Hilipurch dargestellt. An der Rückseite befindet sich eine Inschrift. | BDA-Hist.: Q38061841 Status: § 2a Stand der BDA-Liste: 2025-06-30 Name: Pfarrhof GstNr.: .43 Pfarrhof Sankt Georgen am Längsee                                                                                         |
| ja   | Datei hochladen | Pfarr- und ehem. Stiftskirche hl. Georg HERIS-ID: 35959 Objekt-ID: 34803                                               | Schloßallee 2 Standort KG: St. Georgen am Längsee                 | Die ehemalige Stiftskirche ist ein gotischer Bau aus dem 14. Jahrhundert. In der Barockzeit wurde der Turm errichtet, das Kircheninnere umgestaltet, und ein zweigeschoßiger Laubengang an die Südseite der Kirche angebaut. Romanisches (?) Portal an der Nord- und bemerkenswertes spätgotisches Portal an der Südseite. Unter dem Chorbereich Krypta aus dem 14. Jahrhundert. Der reich geschmückte barocke Hochaltar zeigt am Altarblatt Georg im Kampf mit dem Drachen. Auch die Altarblätter der westlichen Seitenaltar (Annenaltar und Dreikönigsaltar) sind hochwertig.                                  | BDA-Hist.: Q37968020 Status: § 2a Stand der BDA-Liste: 2025-06-30 Name: Pfarr- und ehem. Stiftskirche hl. Georg GstNr.: .42/2 Stiftskirche hl. Georg, Sankt Georgen am Längsee                                         |
| ja   | Datei hochladen | Ehem. Benediktinerinnenkloster, Stiftsgebäude und archäologisches Fundhoffnungsgebiet HERIS-ID: 35960 Objekt-ID: 34804 | Schloßallee 6 Standort KG: St. Georgen am Längsee                 | Die als Kloster errichtete Anlage ist ein großer 4-seitiger Bau: der Nordtrakt von 1546, hofseitig mit Renaissancelaubengang; die übrigen, barocken Trakte errichtet Mitte des 17. Jahrhunderts, mit hofseitigen Pfeilerarkaden. Zahlreiche römerzeitliche Inschriften und Reliefs. | BDA-Hist.: Q1701512 Status: § 2a Stand der BDA-Liste: 2025-06-30 Name: Ehem. Benediktinerinnenkloster, Stiftsgebäude und archäologisches Fundhoffnungsgebiet GstNr.: .42/1, 399/1 Stift Sankt Georgen am Längsee       |
| ja   | Datei hochladen | Wallfahrtskirche Maria Wolschart (Maria Sieben Schmerzen) HERIS-ID: 55198 Objekt-ID: 63759                             | Wolschart 1A Standort KG: St. Georgen am Längsee                  | Urkundlich bereits im 18. Jahrhundert Marienkult. Urkundlich Gustav Graf von Egger als Erbauer, nach Plänen von Andreas Wank. 1843 in neugotischen Formen errichteter kleiner Bau (anstelle einer hölzernen Kapelle aus dem 18. Jahrhundert) mit achteckigem Dachreiter. Hauptfassade mit historisierendem Gesamteindruck, Dreiecksgiebel. Sechseckiger Giebelturm mit barockisierender Zwiebelhaube, neoklassizistische, dreiachsige Vorlaube auf vier ionischen Säulen platzlgewölbt. Langhaus tonnengewölbt mit Stichkappen, 5/8-Schluss. Über dem Altar frühbarockes Relief Pietà. Schmiedeeisengitter 1843. | BDA-Hist.: Q38064071 Status: § 2a Stand der BDA-Liste: 2025-06-30 Name: Wallfahrtskirche Maria Wolschart (Maria Sieben Schmerzen) GstNr.: .130 Wallfahrtskirche Maria Wolschart                                        |
| ja   | Datei hochladen | Flur-/Wegkapelle HERIS-ID: 55197 Objekt-ID: 63758                                                                      | Wolschart 1B Standort KG: St. Georgen am Längsee                  | Nördlich der Wallfahrtskirche Heilige Maria Sieben Schmerzen gelegen. Blockbau des 18. Jahrhunderts mit tiefer Vorlaube. Zahlreiche Votivbilder. 1994 Neueindeckung. | BDA-Hist.: Q38064061 Status: § 2a Stand der BDA-Liste: 2025-06-30 Name: Flur-/Wegkapelle GstNr.: .129 Wegkapelle Wolschart                                                                                             |
| ja   | Datei hochladen | Burgruine Taggenbrunn HERIS-ID: 35962 Objekt-ID: 34806                                                                 | Taggenbrunn 11 Standort KG: Taggenbrunn                           | Die Ende des 15. Jahrhunderts errichtete Burg besteht aus Palas und Wirtschaftsgebäuden innerhalb einer Ringmauer mit drei Rundtürmen. Verfall seit dem 18. Jahrhundert. 2013 bis 2015 teilweise wiederaufgebaut. | BDA-Hist.: Q874885 Status: Bescheid Stand der BDA-Liste: 2025-06-30 Name: Burgruine Taggenbrunn GstNr.: .16 Burgruine Taggenbrunn                                                                                      |
| ja   | Datei hochladen | Herrschaftlicher Schüttkasten HERIS-ID: 35963 Objekt-ID: 34807                                                         | Taggenbrunn 6 Standort KG: Taggenbrunn                            | Der spätgotische Kasten wurde um 1500 unter Leonhard von Keutschach errichtet. Der Getreidespeicher aus Bruchsteinmauerwerk besitzt ein steiles stützenloses Schopfwalmdach, das mit Steinplattln gedeckt ist. Das spätgotische Tor mit abgefasten Gewänden ist mit der ursprünglichen Eisentür versehen, die schmalen Schlitzfenster sind eisenbewehrt. Der große Keller weist ein Gewölbe auf. Der Innenausbau erfolgte durch Holzkonstruktionen. | BDA-Hist.: Q37968051 Status: Bescheid Stand der BDA-Liste: 2025-06-30 Name: Schüttkasten (herrschaftlich) GstNr.: .4 Schüttkasten Taggenbrunn                                                                          |